# Russgertorg
Russgertorg (Deutsch-Russische Handels-Aktien-Gesellschaft, Российско-Германское торговое общество – Росгерторг) war ein von Oktober 1922 bis Januar 1924 bestehendes Handelsunternehmen, das hauptsächlich die Lieferung von Rohren zum Erdöltransport im Kaukasus zum Geschäftszweck hatte.
In Russland wurde die Wichtigkeit des Außenhandelsmonopols von Lenin zwar mit Nachdruck betont, nicht zu überhören waren aber die Stimmen jener Gegner, die eine übermäßige Abschottung ihres Marktes befürchteten. Das Gegenteil musste also bewiesen werden, dass auch privates ausländisches Kapital nennenswert zum Zuge kommen könnte. Die hierfür ins Leben gerufenen gemischten Gesellschaften – die Sowjets sicherten sich jeweils mindestens 50 % des Grundkapitals – erhielten Handelskonzessionen „in Ausnahme aus dem Grundgesetz über das Regierungsmonopol des Außenhandels“. Bedeutend unter ihnen war die Deutsch-Russische Handels-Aktien-Gesellschaft mit dem Otto-Wolff-Konzern. B. S. Stomonjakow, der Leiter der sowjetischen Handelsvertretung, übernahm die Hälfte der Aktien des Berliner Unternehmens, die Handelsvertretung entsandte drei Personen in den Aufsichtsrat und stellte mit zwei Mitgliedern die Hälfte des Vorstandes. Ausgestattet wurde das Unternehmen mit einem Stammkapital von 175 Millionen Mark, Otto Wolff sorgte für ein Arbeitskapital von 750000 £ und gewährte einen Kredit von 500000 £. Bald wurden US-amerikanische Firmen eingebunden, die nicht direkt Handel mit der Sowjetunion treiben wollten. Geliefert wurden beispielsweise 10-Zoll-Rohre für die Erdöl-Pipelines Baku-Batumi und Grosny-Tuapse mit einem Gesamtgewicht von 51000 Tonnen. Nach der Gründung am 9. Oktober 1922 ließ Lenin gegenüber der deutschen Regierung seine „lebhafte Befriedigung über den Abschluss des Otto-Wolff-Vertrages“ zum Ausdruck bringen, doch währte die Freude bei Wolff längstens bis zu dessen Vertragskündigung im Januar 1924 – in kurzer Zeit waren über die Firma ein Fünftel der sowjetischen Importe gelaufen, was nach Meinung der Räte eine zu große Abhängigkeit des Landes mit sich brachte.